# 诗琳通龙属
诗琳通龙属（属名：Sirindhorna）是泰国东南早白垩世沉积物中发现的一种鸭嘴龙超科鸟脚类恐龙。

## 发现与命名

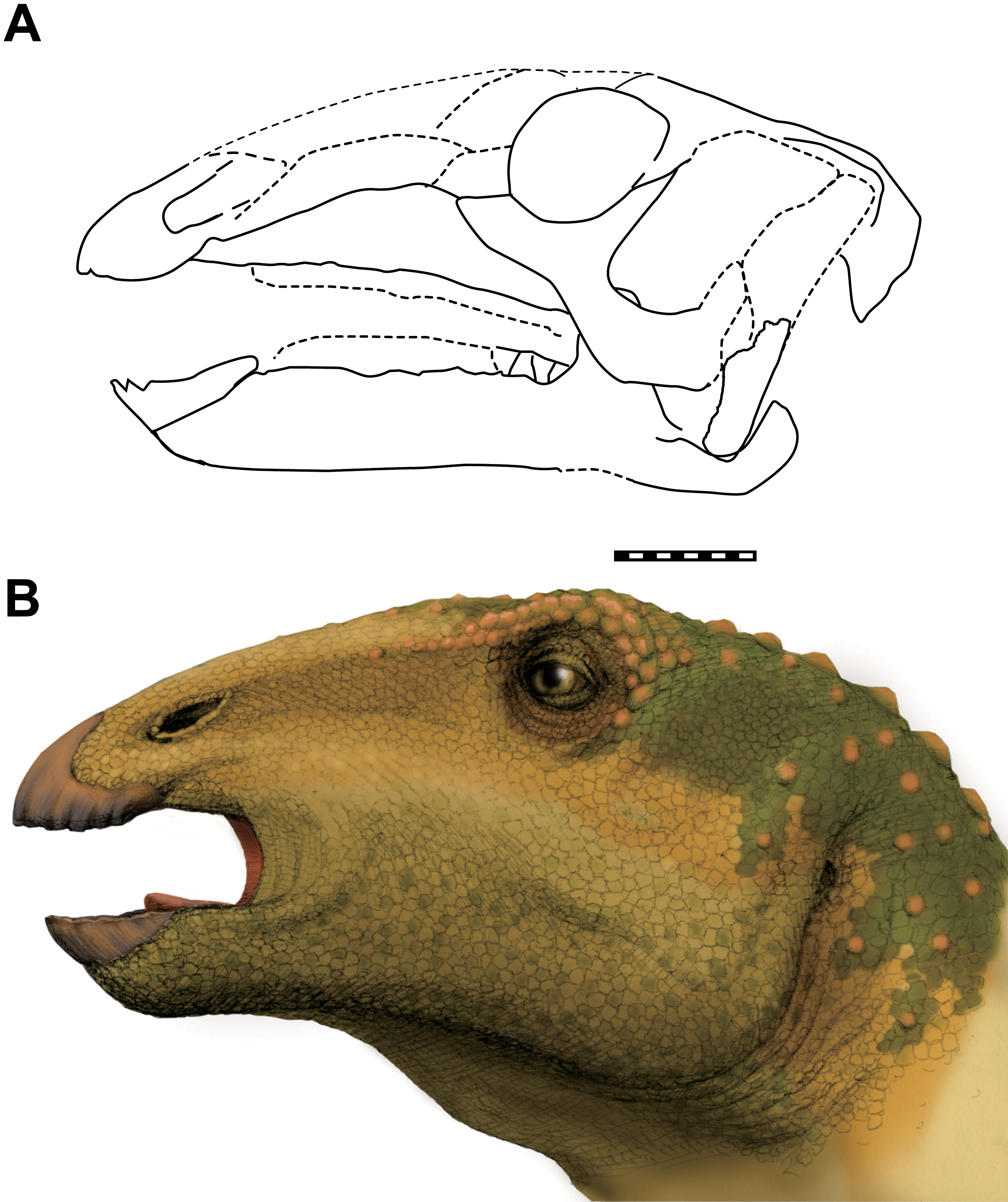
A：颅骨重建 B：生命复原图

2007年，福井县立恐龙博物馆（FPDM）与东北木材与矿石研究中心、呵叻皇家大学（NRRU）和相关的呵叻化石博物馆进行了合作。此次合作的动机是因为在泰国呵叻府的苏拉娜丽地区和日本福井县胜山的岩石的地质年龄相似。在这两个地方的岩层中发现了类似的恐龙，因此研究人员希望合作研究，以便能够更深入地比较两国的史前史。此次合作被批准为日泰恐龙项目（JTDP），这为2013年亚洲恐龙协会的成立奠定了基础，到那时，通过共同努力，人们已经发现了30000多块化石。
对该属化石的收集是作为JTDP计划的一部分，在阔瓜组的Ban Saphan Hin遗址进行的；该地层年代尚不确定（指示化石已被证明是较为罕见的），但一般认为是早白垩世晚期的阿普第阶，即1250至1120万年前。 呵叻府的土地通常不用于播种，那里的地表通常被一层薄薄的红色土壤覆盖（当地传说称这种颜色来自恐龙的血）； 早白垩世基岩通常在低于地面一米的地方发现。发现诗琳通龙的骨层的所在地通常用于种植玉米和木薯，当地农民在挖掘水库时偶然发现恐龙化石。研究人员重新确定了骨层的位置，并收集了有关当地发现的与各种脊椎动物化石但不含任何植物、无脊椎动物或其他化石有关的埋藏学信息。进行化石发掘时，当地农民不进行耕作。
诗琳通龙在2015年由古生物学家柴田正十（Masateru Shibata）、班图·金塔沙库（Pratueng Jintasakul）、东洋一（Yoichi Azuma）和尤海鲁所叙述，是这一年以来在开放获取或免费阅读杂志中描述的18个恐龙分类单元之一。这是继暹罗齿龙和呵叻龙之后在泰国发现的第三种禽龙科（后两者皆所知于一些保存更差的材料）以及第一个来自东南亚的、拥有保存完好颅骨化石的鸟脚类。该属的模式种和唯一物种是呵叻诗琳通龙（Sirindhorna khoratensis）。该分类单元的已知化石包括正模标本NRRU3001-166，一个完整的脑壳，以及一些零碎的参考标本。从这些参考标本中已知的材料包括另外三个部分脑壳、一个眶后骨、一个右前颌骨、左、右上颌骨，一个右颧骨、上隅骨、方骨，一个前齿骨，左、右齿骨以及各种各样的牙齿。属名献给诗琳通公主，以表彰其对泰国古生物学研究的支持。种名源于Khorat，即呵叻府的非正式名称。